# Івановська Євдокія Семенівна
Євдокія Семенівна Івано́вська, у шлюбі Короленко (1855, село Соковнино, Чернський повіт, Тульська губернія, Російська імперія — 1940, Полтава, Українська РСР, СРСР) — російська революціонерка, народниця.

## Життєпис
Народилася у 1855 році у селі Соковнино Чернського повіту Тульскої губернії (нині Плавського району Тульскої області) у сім'ї православного священника. Окрім Євдокії, у сім'ї виховувалися сестри Парасковія та Олександра, брати — Василь, Іван та Петро.
Закінчила Тульське духовне училище та навчалася на Луб'янских вищих курсах у Москві.
На весні 1876 року була заарештована й залучена до дізнання за справою щодо революційної пропаганди у Москві та Вологодській губернії (справа Аліхана Ардасенова, Валеріана Балмашова та інших). Під час обшуку було знайдено зброю, заборонені видання й підроблені паспорти. Знаходилась під вартою рік і десять місяців, після чого її звільнили на поруки. За Височайшим повелінням 7 лютого 1879 року її справа була вирішена в адміністративному порядку з висилкою до однієї з північно-східних губерній під нагляд поліції.
Розшукувалася поліцією. 7 березня 1879 року заарештована у Москві при обшуку на квартирі О. І. Макова, але була взята на поруки його дружиною.
Вислана в Олонецьку губернію під гласний нагляд поліції. 29 серпня 1879 року поселена у місті Повенець.
1880 року переведена до Костроми, де до 1883 року жила під наглядом поліції. Після зняття нагляду переїхала до Нижнього Новгороду.
У січні 1886 року у Нижньому Новгороді Євдокія Івановська одружилася з письменником Володимиром Короленком.
У період з 1895 по 1900 роки жила у Санкт-Петербурзі. З 1900 року мешкала у Полтаві.
Померла у 1940 році у Полтаві.

## Родина
Чоловік:
- Короленко Володимир Галактіонович.

Дочки:
- Софія (28.10.(9.11.)1886—16.07.1957) — за професією вчителька, працювала у сільській школі. З 1905 року прийняла на себе обов'язки помічниці й секретарки свого батька — письменника В. Г. Короленка. Ініціаторка створення й беззмінна керівниця Літературно--меморіального музею В. Г. Короленка у Полтаві.
- Наталія (1.08.1888—1950) — літературознавиця, редакторка творів В. Г. Короленка. Дружина Констянтина Івановича Ляховича (1885—16.04.1921) — соціал-демократа, лідера полтавських меньшовиків. У них була дочка Софія (народилася у Тулузі 5(18) липня 1914 року).[1] Померла у Москві.
- Олена (10.01.1892—1893)
- Ольга (5.09.1895—29.05.1896)

## Брати і сестри
- Василь Семенович Івановський
- Парасковія Семенівна Івановська (у шлюбі Волошенко) — народилася у 1852, померла у 1935 році
- Олександра Семенівна Івановська (у шлюбі Малишева) — народилася у 1851, померла у 1917 році.[2]
- Івановський Іван Семенович (нар. близько 1859 року) — вихованець Белевської духовної семінарії. Залучався до дізнання у лютому 1876 року по звинуваченню в участі в антиурядовому гуртку для пропаганди у народі: поширював серед семінаристів заборонені видання. Виключений з семінарії, близько двох років перебував у Тульській тюрмі. За височайшим повелінням 17 липня 1877 року справа по ньому вирішена в адміністративному порядку з установою за ним негласного нагляду.
- Івановський Петро Семенович (нар. близько 1863 року) — навчався на дому у брата Василя, а після його арешту перейшов на квартиру Євдокії Семенівни Івановської, де і був заарештований у віці 13 років. Залучався до дізнання у лютому 1876 року у Москві по звинуваченню в участі в антиурядовому гуртку для пропаганди у народі. Звільнений через три тижні. За Височайшим повелінням 17 липня 1877 року справа по ньому була припинена.